# Adapidae
Famille
Sous-familles de rang inférieur
- † Adapinae (en), 14 genres européens et africains.
- † Notharctinae, 5 genres nord-américains.
- † Sivaladapinae asiatiques

Les Adapidae ou adapidés sont une famille diversifiée de primates aujourd'hui éteinte qui a rayonné principalement au cours de l'Éocène, il y a entre environ 55 et 34 millions d'années. Toutefois, un groupe spécialisé endémique en Asie (sivaladapines) a survécu au Miocène. Des fossiles d'adapidés ont été retrouvés en Amérique du Nord, en Europe, en Asie et en Afrique. Les Adapidae sont l'une des deux familles de primates de l’Éocène avec eu une répartition géographique couvrant tous les continents holarctiques, l'autre étant les omomyidés (Omomyidae). Les premiers représentants des Adapidae (par exemple, Kenty et Donrussellia) et des Omomyidae (par exemple, Teilhardina et Melanerimia) sont quelques-uns des premiers composants du groupe-couronne des primates.

## Description
Des éléments qui caractérisent de nombreux adapidés sont: des orbites de petite taille, un museau allongé, des dents jugales adaptées pour des régimes folivores ou frugivores, et une masse relativement importante (supérieure à 1 kg). Cependant, des adapidés du début de l'Éocène ayant vécu au centre de l'Europe comprenaient un certain nombre de taxons (par exemple, Anchomomys) qui avaient une masse très faible (environ 250 g ou moins) et étaient en partie insectivores. Les petites orbites de genres tels que Notharctus, Smilodectes, Adapis, Leptadapis et Mahgarita indiquent que ces taxons étaient probablement diurnes. Au moins un genre d'adapidé européen ayant vécu à l’Éocène supérieur (Pronycticebus) avait de grandes orbites et était probablement nocturne.
Comme les primates actuels, les adapidés savaient saisir des objets avec les mains et les pieds grâce à des doigts terminés par des ongles au lieu de griffes. D'autres caractéristiques du squelette suggèrent que la plupart des adapidés vivaient dans les arbres. Des adapidés endémiques d'Amérique du Nord (notharctinés) comme Notharctus avaient de très longs doigts et des proportions de leur squelette qui ressemblaient superficiellement à celles des actuels lémuriens. En revanche, certains auteurs suggèrent que le groupe européen d'adapidés de l’Éocène supérieur (adapinés) avait des adaptations leur permettant de rester en suspension et d'avoir une escalade lente.

## Systématique
Leur systématique et leurs relations évolutives sont controversées, mais il y a d'assez bonnes preuves par des squelettes post-crâniens (tout le squelette en dehors du crâne) que les adapidés sont à l'origine des strepsirrhiniens. En particulier, l'anatomie du poignet et de la cheville des adapidés (par exemple, la position de la rainure pour le tendon du muscle long fibulaire sur le talus, la présence d'une facette péronière en pente sur le talus) montre des similitudes avec celle des strepsirrhini actuels. Toutefois, les adapidés étaient dépourvus de bon nombre des spécialisations anatomiques caractéristiques des Strepsirrhini actuels, comme un peigne dentaire, une griffe de toilette sur le deuxième orteil des pieds et une diminution de la taille de la branche du promontoire de l'artère carotide interne.

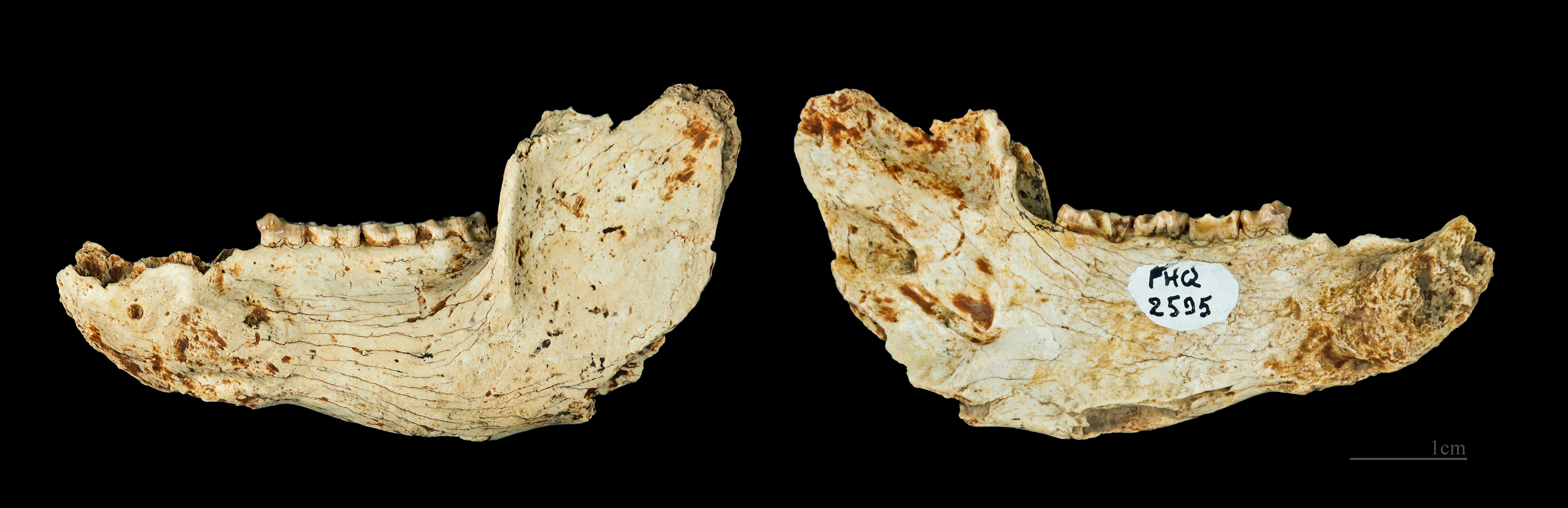
Adapis parisiensis MHNT
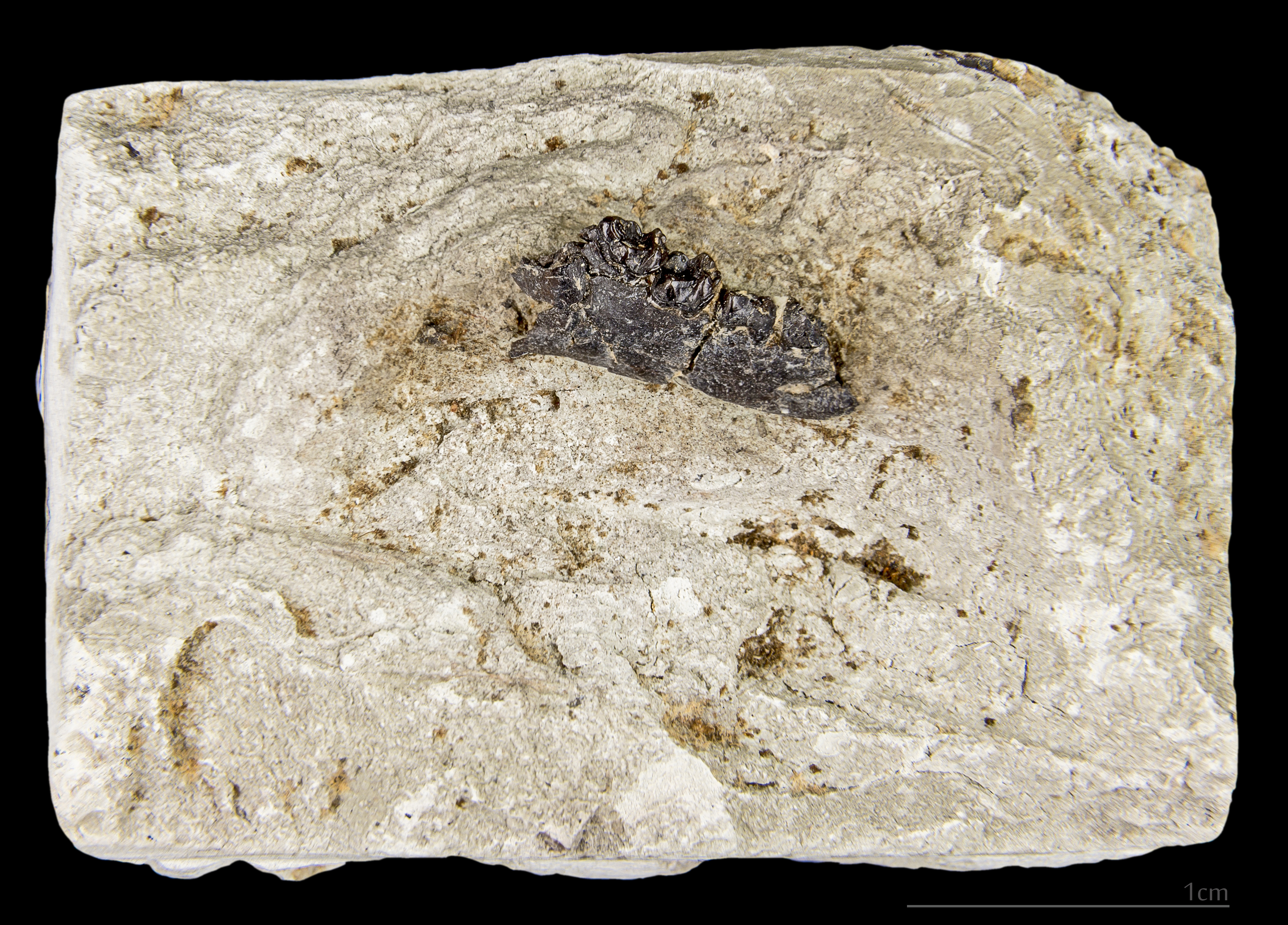
Adapis rouxi holotype MHNT

- (en) Cet article est partiellement ou en totalité issu de l’article de Wikipédia en anglais intitulé « Adapidae » (voir la liste des auteurs).